# Listă de filme de groază din 1974
Aceasta este o listă de filme de groază din 1974.